# FFMM straight / queer doggy BJ ORAL orgasm squirting ROYALE (gebührenfinanziert)
FFMM straight / queer doggy BJ ORAL orgasm squirting ROYALE (gebührenfinanziert) ist ein deutscher Pornofilm von Paulita Pappel aus dem Jahr 2022. Er wurde von Jan Böhmermann im Rahmen seiner Sendung ZDF Magazin Royale in Zusammenarbeit mit Paulita Pappels Erotic-Streaming-Plattform Lustery.com produziert und dort auch veröffentlicht. Der Porno und seine Entstehung war Teil der Sendung des ZDF Magazin Royale vom 11. März 2022.

## Handlung
Eingeleitet wird der Film durch Jan Böhmermann, der erklärt, der folgende Film sei der erste gebührenfinanzierte und öffentlich-rechtliche Pornofilm.
Der darauffolgende Pornofilm ist eine 16-minütige Szene, die die Protagonisten Lina Bembe, Bishop Black, Holy Mother / Mila Gold X und Noir So beim Gruppensex zeigt. Dabei kommt es sowohl zu homosexuellen als auch heterosexuellen Kontakten zwischen den Darstellern. Alle Szenen wurden als Safer Sex gedreht, das Kondom wurde dabei in den Geschlechtsakt einbezogen. Für den oralen Sex bei den Frauen wurden Lecktücher verwendet. Auch wurden verschiedene Sexspielzeuge in den Liebesakt miteinbezogen. Die Aufnahmen selbst sind in blaues und oranges Licht getaucht. Musikalisch unterlegt wurde der Sexakt mit dem Song See Me Fly von Roza.
Nach dem Abspann folgt ein elfminütiges Interview mit Paulita Pappel, bei dem sie sich mit Böhmermann über ethisch produzierte Pornos unterhält und das Konzept des vorher abgespielten Films darstellt. Das Interview fand als Videokonferenz statt, da Böhmermann zum damaligen Zeitpunkt positiv auf das Corona-Virus getestet war.

## Hintergrund
Aufhänger der Sendung vom 11. März 2022 war die Sperrung der Pornowebsite XHamster. Im Anschluss wurde die Skrupellosigkeit der Pornowebsites beklagt und insbesondere über Pornhub und XVideos als Negativbeispiel berichtet. Auch über den Jugendschutz und die Netzsperren findet sich ein Beitrag. Dieser leitet zum Film über, der als Beispiel für einen ethisch und moralisch korrekten Pornofilm dienen soll. Er bezeichnete ihn in seiner Ankündigung zudem als „ethisch korrekten, queer-feministischen Hochglanzporno“. Der Film wurde im Anschluss jedoch nur in jugendfreien Ausschnitten gezeigt, bei denen explizite Stellen durch Böhmermanns Kopf verdeckt wurden. Der Porno wurde anschließend auf Lustery.com kostenlos veröffentlicht.
Eine Anspielung auf die Sendung findet sich im Film. So ist das Bett sechseckig wie das Logo vom ZDF Magazin Royale.

## Rezeption
Auf Watson schrieb Vanessa Hahn: „Was dem Porno fehlt, ist eine spannende Storyline. Die vier Menschen finden auf dem Bett zusammen, haben Sex, kommen zum Höhepunkt, fertig. Zwar muss ein Sexfilm nicht pauschal eine Fantasie-Geschichte abspielen, aber es hilft, in die Handlung einzutauchen. Der Film ist wunderschön produziert. Viel innovativer, als feministische Pornos seit geraumer Zeit sind, ist er aber nicht.“
Der Film wurde bei den Venus Awards 2022 mit dem Juryaward „Herausragendste Produktion 2022“ ausgezeichnet. Auf Twitter bedankte sich Pappel mit den Worten: „Die deutsche Pornoindustrie ist bereit für neue Vertriebswege und FSK18!“. Auch Böhmermann äußerte sich in seinem Podcast Fest & Flauschig zum Preis. „Der [Film] ist wohl so progressiv in der Branche, dass wir tatsächlich vorgestern (Donnerstag) die Venus bekommen haben. Beziehungsweise die Regisseurin Paulita“.